# Hank Green

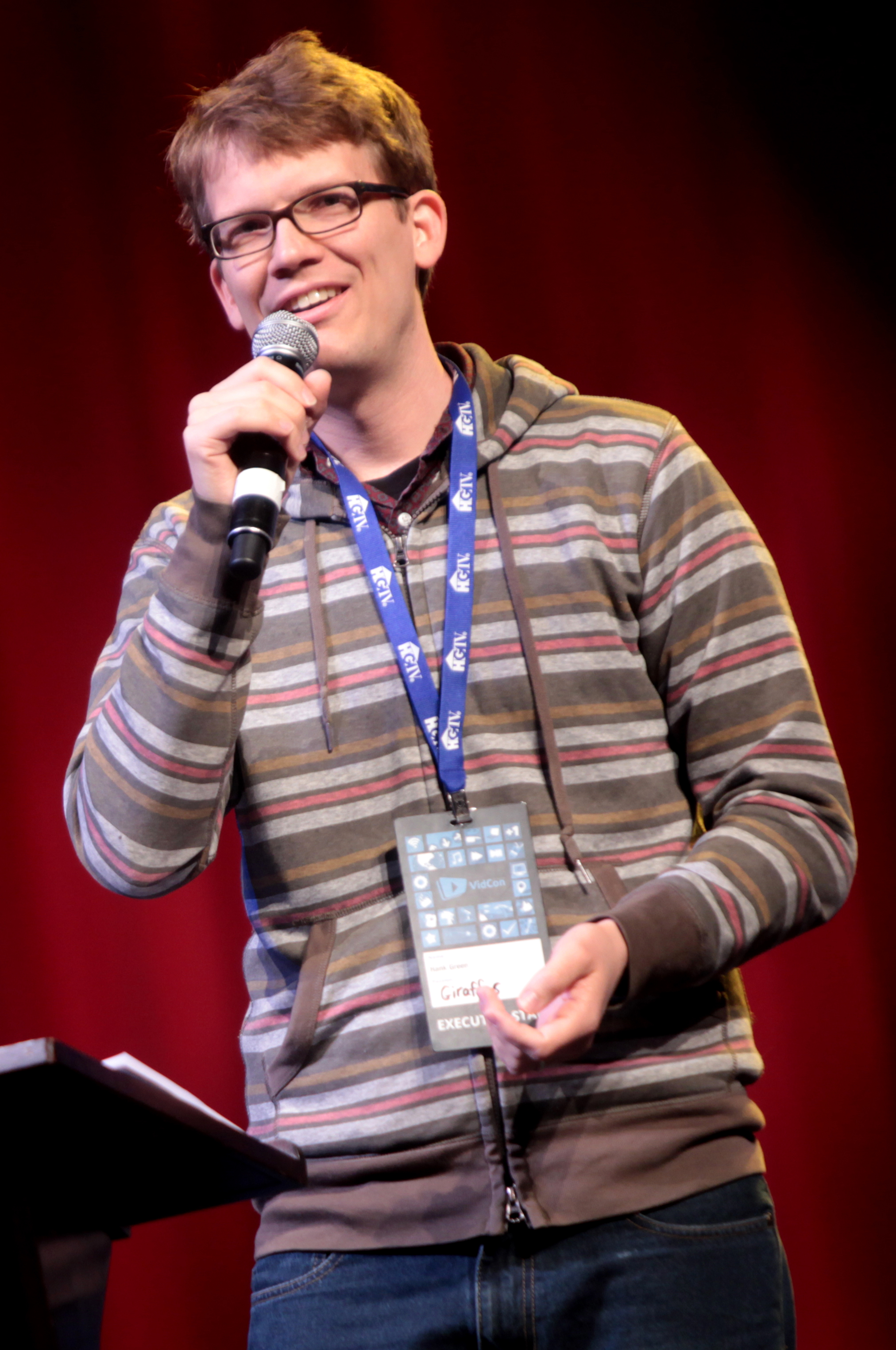
Hank Green auf der VidCon 2014

William Henry „Hank“ Green (* 5. Mai 1980 in Birmingham, Alabama) ist ein US-amerikanischer Videoblogger, Wissenschaftskommunikator, Unternehmer, Musiker, Podcaster und Autor.

## Leben
Hank Green wurde in Birmingham (Alabama) geboren, seine Familie zog jedoch früh nach Orlando (Florida), wo er aufwuchs. Nach seinem Schulabschluss an der Winter Park High School in Winter Park (Florida) erwarb er den Bachelortitel in Biochemie am Eckerd College in Saint Petersburg und den Mastertitel in Umweltwissenschaften an der University of Montana in Missoula, wo er auch zurzeit mit seiner Frau Katherine Green lebt. Sie heirateten im September 2006, Ende Oktober 2016 wurde ihr gemeinsamer Sohn Orin Green geboren.
Am 19. Mai 2023 gab er in einem YouTube-Video bekannt, dass bei ihm ein Hodgkin-Lymphom diagnostiziert wurde.

## Tätigkeiten
Gemeinsam mit seinem Bruder, dem Jugendbuchautor John Green, betreibt er seit Januar 2007 den YouTube-Kanal Vlogbrothers. Das Projekt begann am 1. Januar 2007 unter der Bezeichnung Brotherhood 2.0. Die Green-Brüder wollten versuchen, für ein Jahr nur mittels täglicher Videobotschaften zu kommunizieren. Im Verlauf des Jahres stieg die Anzahl der Zuschauer. Bis zum 4. September 2015 hatten sie 1395 Videos auf diesem Kanal hochgeladen. Mit über 2,6 Millionen Abonnenten gehören sie zu den erfolgreichsten Vlogs (Videoblogs) und den 400 beliebtesten Kanälen auf YouTube. Ihre Videos wurden mehr als 550 Millionen Mal angesehen, einzelne haben über 16 Millionen Klicks.
Ende 2007 fand zum ersten Mal das Project for Awesome statt, bei dem die Fans in einem kurzen Zeitraum Videos über gemeinnützige Organisationen hochladen, um die Aufmerksamkeit der YouTube-Besucher zu erreichen. Seitdem findet dieses Projekt jährlich statt und wird von YouTube unterstützt. 2012 tourten sie anlässlich der Veröffentlichung von John Greens Roman The Fault in Our Stars durch 17 US-amerikanische Städte, die meisten Stationen waren ausverkauft.
Seit 2012 produzieren Hank und John Green zudem wöchentlich Videos für den zunächst von Google finanzierten Kanal Crash Course. Hank Green präsentiert dort diverse als Unterrichtsreihe aufgebaute Serien zu Chemie, US-Regierung und Politik, Astronomie, Wirtschaft, Anatomie und Physiologie, Geistiges Eigentum, Großer Geschichte, Psychologie, Literatur, Weltgeschichte, Ökologie und zu US-Geschichte. Eine weitere zu Biologie ist bereits abgeschlossen. Der Kanal zählt (Stand Januar 2023) 14,4 Millionen Abonnenten. Auf dem zeitgleich gestarteten Kanal SciShow, ebenfalls unterstützt von Google, informiert Green zudem auf unterhaltsame Weise über aktuelle Wissenschaftsthemen. Dieser Kanal hat (Stand Januar 2023) 7,3 Millionen Abonnenten. Von beiden Kanälen gibt es inzwischen Spin-offs für Kinder, Crash Course Kids und SciShow Kids.
Weiterhin ist Green Initiator und Veranstalter der VidCon, der mit über 2500 Teilnehmern (2011) größten YouTube-Konferenz der Welt, die seit 2010 jährlich stattfindet. Nach zwei Jahren im Hyatt Regency Century Plaza Hotel in Los Angeles zog die Konferenz 2012 nach Anaheim in das dortige Convention Center, um den steigenden Teilnehmerzahlen Rechnung zu tragen.
Green war von 2005 an Betreiber des Online-Blogs ecogeek.org, den er eine Zeit lang hauptberuflich betrieb. EcoGeek zählte zu den größten Blogs für Umweltthemen und -technologie, es berichtete unter anderem das Magazin Time. In der Folge schrieb Green unter anderem für die New York Times und das Magazin Scientific American. Green ist weiterhin Betreiber von EcoGeek, ist jedoch nicht mehr als Autor tätig.
Hank Greens Debütroman An Absolutely Remarkable Thing erschien am 25. September 2018. Er handelt von einer jungen Frau, die durch eine Entdeckung zu einer Internet-Sensation wird. Dem Roman gelang der Sprung auf die New-York-Times-Bestsellerliste. Die deutsche Erstausgabe in der Übersetzung von Katarina Ganslandt erschien 2019 unter dem Titel Ein wirklich erstaunliches Ding bei bold, einem Imprint der dtv Verlagsgesellschaft.
Die Fortsetzung der zweiteiligen Reihe erschien am 7. Juli 2020 unter dem Titel A Beautifully Foolish Endeavor und stand am 16. Juli auf Platz 4 der Bestsellerliste der New York Times. Eine deutsche Übersetzung steht noch aus.
Green ist oder war außerdem als Produzent an The Lizzie Bennet Diaries, The Brain Scoop, Animal Wonders, SciShow Space, Cereal Time, How to Adult, Healthcare Triage und Sexplanations beteiligt.

## Musik
Während des Projektes Brotherhood 2.0 im Jahr 2007 akzeptierte Green eine Herausforderung, zweiwöchentlich einen selbst geschriebenen Song zu präsentieren (bekannt als Song Wednesdays) und veröffentlicht seitdem, wenn auch nicht so häufig, eigene Lieder. Sein erstes erfolgreiches Lied und auch sein Durchbruch ist Accio Deathly Hallows, das vor der Originalveröffentlichung des Buches Harry Potter und die Heiligtümer des Todes (Originaltitel: Harry Potter and the Deathly Hallows) am 21. Juli 2007 sogar auf YouTubes Startseite stand und mehr als 1,8 Millionen Mal angesehen wurde. Seitdem veröffentlicht Hank Green jedes Jahr am gleichen Datum einen Harry-Potter-thematisierten Song. Mit diesen und weiteren Liedern machte sich Hank Green in der Wizard-Rock-Szene einen Namen und ist dort inzwischen eine feste Größe. Er trat mehrmals auf der LeakyCon (jetzt GeekyCon), der größten Harry-Potter-Messe der Welt, auf.
Hank Greens erstes Studioalbum So Jokes wurde 2008 veröffentlicht und erreichte Platz 22 in den Billboard Top 25 revenue generating albums online. Später brachte er die Alben I'm So Bad at This: Live! (2009), This Machine Pwns n00bs (2009) und Ellen Hardcastle (2011) heraus. Zusammen mit seiner Band Hank Green and the Perfect Strangers veröffentlichte Green am 17. Mai 2014 Incongruent.
2008 gründete Green gemeinsam mit Alan Lastufka das Musiklabel DFTBA Records. Es fokussiert sich auf zahlreiche durch die Videoplattform YouTube bekanntgewordene Künstler und Bands, beispielsweise Charlotte McDonnell, Chameleon Circuit, Dave Days und Rhett & Link stehen unter Vertrag. DFTBA ist ein Akronym und steht für Don't Forget to Be Awesome. Green ist zudem selbst als Musiker aktiv und vertreibt dort seine Studioalben. Das Ziel des Labels sei es, eine Verbreitungsmöglichkeit für YouTube-Künstler zu sein und sicherzustellen, dass ihre Musik das größte mögliche Publikum erreicht, erklärte Lastufka in einem Video zu dem Thema. Neben Musikalben verkauft die offizielle Website auch Merchandiseartikel wie T-Shirts, Poster und weitere Accessoires. Am 19. Juni 2014 ließ Lastufka verlauten, dass er seinen gesamten Anteil an der Firma verkauft habe und als Präsident zurückgetreten sei, um sich anderen Projekten zu widmen.

## Werke

### Bücher
- 2018: An Absolutely Remarkable Thing (deutsch: Ein wirklich erstaunliches Ding)
- 2020: A Beautifully Foolish Endeavor

### Studioalben
- 2008: So Jokes (DFTBA Records)
- 2009: This Machine Pwns n00bs (DFTBA)
- 2011: Ellen Hardcastle (DFTBA)
- 2014: Incongruent (mit „The Perfect Strangers“) (DFTBA)

### Livealben
- 2009: I'm So Bad at This: Live! (DFTBA)
- 2012: Tour de Nerdfighting

### EPs
- 2013: Thinking About Christmas Songs (vom Project for Awesome 2013)

### Erscheint auf
- 2008: Wrock for Darfur
- 2009: DFTBA Records, Volume One
- 2010: C4N'7 R3M1X35
- 2010: DFTBA Records, Volume Two
- 2012: DFTBA Records, Volume Three